# Modelo de turbulencia k-omega
En la mecánica de fluidos computacional, el modelo de turbulencia k-omega (k-ω) es un modelo de turbulencia común de dos ecuaciones, utilizado como cierre de las ecuaciones de Navier-Stokes promediadas por Reynolds (ecuaciones NSPR). El modelo intenta predecir la turbulencia mediante dos ecuaciones diferenciales parciales de dos variables, k y ω, siendo la primera variable la energía cinética de turbulencia y, la segunda, la razón específica de disipación (de la energía cinética de turbulencia k a energía térmica interna).

## Modelo de turbulenciak–ω estándar (Wilcox)[1]
La viscosidad de remolino νT, como se necesita en las ecuaciones NSPR, está dada por νT = k/ω, mientras que la evolución de k y ω se modela según:
{\displaystyle {\begin{aligned}&{\frac {\partial (\rho k)}{\partial t}}+{\frac {\partial (\rho u_{j}k)}{\partial x_{j}}}=\rho P-\beta ^{*}\rho \omega k+{\frac {\partial }{\partial x_{j}}}\left[\left(\mu +\sigma _{k}{\frac {\rho k}{\omega }}\right){\frac {\partial k}{\partial x_{j}}}\right],\qquad {\text{con }}P=\tau _{ij}{\frac {\partial u_{i}}{\partial x_{j}}},\\&\displaystyle {\frac {\partial (\rho \omega )}{\partial t}}+{\frac {\partial (\rho u_{j}\omega )}{\partial x_{j}}}={\frac {\gamma \omega }{k}}P-\beta \rho \omega ^{2}+{\frac {\partial }{\partial x_{j}}}\left[\left(\mu +\sigma _{\omega }{\frac {\rho k}{\omega }}\right){\frac {\partial \omega }{\partial x_{j}}}\right]+{\frac {\rho \sigma _{d}}{\omega }}{\frac {\partial k}{\partial x_{j}}}{\frac {\partial \omega }{\partial x_{j}}}.\end{aligned}}}
Para ver recomendaciones para los valores de diferentes parámetros, vea Wilcox (2008).